# Maria Schmidt (Gewerkschafterin)
Maria Schmidt (geboren 8. Januar 1903 in Hörde; gestorben 21. Februar 1988 in Bielefeld) war eine deutsche Gewerkschafterin und Widerstandskämpferin gegen den Nationalsozialismus.

## Leben
Maria Schmidts Vater war Mitglied der SPD und in der Weimarer Republik Betriebsratsmitglied im Stahlwerk Phönix in Hörde. Schmidt besuchte nach der Volksschule die Handelsschule in Dortmund und trat mit 15 Jahren eine Stelle als Stenotypistin in der Verwaltung des Deutschen Metallarbeiterverbands (DMV) in Dortmund an. 1922 wechselte sie die Stelle und ging zum Deutschen Werkmeister-Verband (DWV) und war ab 1923 in dessen Verwaltungsstelle Bielefeld eingesetzt. Schmidt wurde 1919 Mitglied der Sozialistischen Arbeiter-Jugend (SAJ) und 1921 der SPD. 1923 wurde sie in der SAJ eine der reichsweit wenigen Leiterinnen eines SAJ-Bezirks und wurde Mitglied des Bezirksvorstands Ostwestfalen-Lippe der Jungsozialisten.
Ab 1928 war sie Mitglied im Frauenausschuss des Zentralverbandes der Angestellten. Im DWV rückte sie zur stellvertretenden Vorsitzenden im Ortsverband Bielefeld auf, das Wissen dafür holte sie sich in Volkshochschulkursen und bei Gewerkschaftsseminaren. Nach der Machtübergabe an die Nationalsozialisten wurde sie bei der Gleichschaltung der Angestelltengewerkschaften am 16. Mai 1933 aus politischen Gründen entlassen.
Schmidt war zwei Jahre lang arbeitslos und arbeitete ab 1935 als Stenotypistin bei der Nordstern-Versicherung in Dortmund.
In Dortmund betätigte sie mit anderen ehemaligen SAJlern in einer vom ins holländische Exil gegangenen Emil Groß unterstützten Widerstandszelle, Schmidt hatte den SAJ-Funktionär Groß 1922 in Bielefeld kennengelernt.
Sie reiste mehrmals zu konspirativen Treffen nach Amsterdam, um die emigrierten Widerständler mit Informationen zu versorgen, im Raum Dortmund versuchte sie Informanten für den Widerstand und Unterstützer für die Verteilung der eingeschleusten Wochenzeitung Freie Presse zu gewinnen und sprach dafür mit Fritz Henßler und Heinrich Pieper, die sich aber an der Einschätzung der Sopade in Prag orientierten. Als die Fahndungserfolge der Gestapo zunahmen, ebbten die Aktivitäten der Widerstandsgruppe um Schmidt und Groß ab.
Im März 1936 wurde Schmidt in Dortmund festgenommen und mit zwei Männern der Gruppe vor dem Oberlandesgericht Hamm wegen „Hochverrats unter erschwerenden Umständen“ angeklagt. Am 2. Mai 1937 wurde sie zu vier Jahren und sechs Monaten Zuchthaus verurteilt. Nach Verbüßung der Strafe wurde Schmidt am 28. September 1940 in das Konzentrationslager Ravensbrück deportiert und war somit weitere vier Jahre inhaftiert. Sie wurde schwer erkrankt am 28. April 1945 von Soldaten der sowjetischen Truppen befreit.
Schmidt heiratete 1947 in Bielefeld Emil Groß, der in der Bundesrepublik Zeitungsverleger wurde, er starb 1967. Zu einer Wiederaufnahme der beruflichen Tätigkeit war Schmidt gesundheitlich nicht mehr in der Lage. Sie arbeitete ehrenamtlich in der Fürsorge für sozialdemokratische Opfer des NS-Regimes und unterstützte diese bei der Durchsetzung von Wiedergutmachungsansprüchen. Schmidt focht ihr eigenes Wiedergutmachungsverfahren gegen das Land Nordrhein-Westfalen bis zum Bundesgerichtshof aus. Schmidts Gewerkschaftstätigkeit wurde vom Gericht als untergeordnete Angestelltentätigkeit eingeordnet, ihr persönlich gesetztes Karriereziel, Frauenreferentin in einem Gewerkschaftsvorstand zu werden, das nun durch die Haftfolgen zunichtegemacht war, wurde nicht anerkannt. Des Weiteren wurde 1971 von der Entschädigungskammer des Landgerichts Detmold geurteilt, dass ihr eine Entschädigung nur bis zum Zeitpunkt der Eheschließung 1947 zu gewähren sei, da sie danach als vom Ehemann versorgte Ehefrau gelte. Ihre Berufungsklage wurde vom Oberlandesgericht Hamm zurückgewiesen. Ihre Klage gegen die Nichtzulassung einer Revision wurde letztlich 1973 vom Bundesgerichtshof (BGH) abgewiesen. Damit wurde die Rechtsprechung fixiert, dass Frauen mit dem Eingehen einer Ehe ihren Anspruch auf eine Entschädigungsrente verloren. Die Rechtslage begann sich ab 1976 mit der Reform des Ehe- und Familienrechts zu ändern.